# Alexandre et Bucéphale
Alexandre et Bucéphale est un tableau réalisé par le peintre italien Giambattista Tiepolo vers 1757-1760. De format vertical, cette huile sur toile est une peinture d'histoire qui représente Alexandre le Grand face à Bucéphale, dans un espace public à l'architecture antique. Léguée par Auguste Dutuit en 1902, l'œuvre est conservée au Petit Palais, à Paris, en France.